# チャンネル13 (アルゼンチン)
チャンネル13（スペイン語ではCanal（カナル）13、エル・トレセ（El Trece）としての商標で知られ、eltreceとして定型化されている ）はアルゼンチンのテレビ局である。送信局は同国首都ブエノスアイレス市に設置されており、El Trece Internationalという信号を保有・使用している。創業は1960年10月1日であり、1989年より同国最大の新聞出版社の一つであるクラリンのグループ企業アルテアルが所有している。

## 歴史

### 最初の年
1958年4月、独裁者ペドロ・エウジェニオ・アランブル （政令第6287/58号）は、民間グループにチャンネル13および連邦首都の他の2つのチャンネル（チャンネル9および11）で送信する許可を与えました。
Canal 13'sは、Rio de la Plata TV会社に授与され、過激派市民連合といくつかの土地所有者にリンクされています。 リオデラプラタTVは、ライセンスを授与されて、米国コンソーシアムCBS - TimesLifeと提携して、Proartel社を設立しました。アルゼンチンの会社が保有する株式の割合、および80 法律によりテレビライセンスの授与が禁止されているにもかかわらず、米国が保有する割合と外国企業。 プロデューサーの社長およびチャンネルのディレクターとして、彼はゴアメストレに任命されました。
1960年10月1日にリオ・デ・ラ・プアタTV(Río de la Plata TV)として放送開始。1989年に民営化。最初に発行した画像は、チャンネルのマスコットである«テレピベ»の顔が描かれたリオデラプラタ。
1966年1月3日、テレノチェのニュース番組は、アルマンド・サンチェスとカメラ監督のジュリオ・カルドーソがデザインしたモニカ・カーエン・ダンヴェールとアンドレ ・ ペルシヴァルの指揮により初めて放映されました。
メストレは、1974年8月1日までイザベルペロン政府が介入するまでチャンネル13を管理。

### ライセンスの完了
Canal 13のコンセッションの合法性は非常に疑問視されていたため、Arturo Illia大統領（Decree No. 5490/65）および独裁者AlejandroAgustínLanusse （Decree No. 6708/72）のライセンスの有効期限を設定したのが1973年4月28日、授与から15年後である。 それにもかかわらず、ラヌス政府は新しいライセンスを授与するための手続きを開始しなかったため、5つのチャネルは1年以上にわたって不規則な状況で継続。 正規化するために、暫定大統領ラウル・アルベルト・ラスティリは、政令第1761/73年までに、ライセンスの期間が終了したと宣言  1974年8月1日には、国家は、チャンネル13を含むライセンスは1973年に完成していた5つのチャネルの管理をreassumed  社長の政府プロジェクトイザベル・ペロン離れて、モデルヨーロピアンスタイルを整理するために、独裁によって確立された利益のための民間団体のモデルからだった国家と市民社会の強い存在感が、中に電源を取った独裁1976年はプロセスを中断。
1976年から1983年までの最後の軍事独裁政権である自己スタイルの国家再編成プロセス中、運河の管理はアルゼンチン海軍に引き継がれました。しかし、それは州の管理下で継続しました。

### 火災
1980年7月2日午後7時、本社建物の3階で火災が発生し、建物のすみずみまで炎が広がった。80の消防隊の迅速な介入により全焼は免れ、一人の死傷者も出さなかったが、同社は重大な物的損害を受けた。翌日、チャンネル13のMirthaLegrandとの昼食プログラムは、同社により貸し出しされたコチャバンバとサルタのレストランLa Ruedaより放送された。
同社の1980年代前半の代表的な番組はユーモラスな『フプモルポ』である。

### 民営化
1989年12月、入札は、Arte Radiotelevisivo Argentino（Artear）が勝ちました。Arteは、クラテ新聞の編集者であり、マルチメディアグループに属するArte Graphic Editorial Argentino SA（AGEA）の大部分を所有。 Artearは、ブエノスアイレス（国営）のチャネル11および13の入札プロセスに参加するために、1989年にゴアメストレによって設立されました。1989年12月22日に、LS 85 TV Canal Treceのライセンスが授与された。
LS 85 TVライセンスとともに、Artear社はすべての資産を取得し、1973年に確定したGoar Mestreの元会社およびチャンネル13のオペレーターであるProartel SA（Argentine Television Productions）に所属する人員を引き継ぐ。

### 1990年代
以来、新しいネットワークはブエノスアイレスの観客数で2番目に位置付けられ、Telefeと競合しています。1990年代には、Tato Boresの政治的ユーモアプログラム、The Adventure of Man、フィクションのThe Golden Rocket Band、Roller CoasterとGasoleros、エルアグジェリートの子供向けプログラムなどの政治的ユーモアプログラムのおかげで、多くの視聴者を獲得。
1995年以来、独立の生産に関連付けられているチェーン工事会社ポル-KA俳優、プロデューサーが所有し、エイドリアン・サアー 2002年に駅のプログラムマネージャーに。
1999年12月31日、ミレニアムデーは、いくつかのグローバルテレビネットワークと並んで、高解像度で世界初の唯一のグローバルスーパープロダクションでした。チャンネル13は、26時間の番組を放送。この番組では、イグアスの滝、ペリトモレノ氷河、ウシュアイア など、アルゼンチンのさまざまな地域からの新しい千年紀の到来を祝う世界的な祝賀に加えて、世界中の何百万人もの人々が見た。

### 2000年代
この10年間、マルセロティネリがチャンネル9に到着した視聴者が多かったため、2005年を除き、ステーションは2位留まり。十年の上半期で最も成功したプログラムは私の人生のSoderoと息子AMORES、テレノベラSoy gitano、FloricientaとPadre Coraje、シリーズCulpablesとロカズ・デ・アモールとジャーナリズム-お笑い番組のCQC のコメディだった。
2005年、ディエゴアルマンドマラドーナが上陸し、エンターテイメントプログラムLa Noche del 10を実施しました。12月、ArtearはMarcelo TinelliのプロデューサーであるIdeas del Sur の株式の30％を購入。2006年には、聴衆の一般的な平均が増加し、マルセロティネリと彼のプロデューサーであるIdeas del Sur （彼のすべての作品を含む）の到着が大きな影響を与えた。Tinelliはそれ以来、アルゼンチン版のDancing for a Dreamが行われるプログラムであるShowmatchを実施。非公式の朝と体重問題エンターテイメントプログラムとSos mi Vidaテレコメディも放送。
2007-2008シーズンでは、ホームコメディは、発行されたソン・デ・フィエロとポル・アモール・ヴォス、シリーズキラー女性、デスパレートな妻たちとSocias、メロドラマムヘーレスデNadie、Patitoフェオ及びプログラム。これはショーです。ユニットTreat Me WellとBraveは、2009年のプログラミンググリッドの一部でした。後者は、ジャンルが駅のプライムタイムに戻ったことを示しています。
4月、いくつかの試みが失敗した後、独自の国際信号を発信し、ケーブルテレビや衛星を介して20カ国以上で放送。
2008年12月1日、クラリン賞の開始に伴い、ロゴが変更され、コマーシャルではCanal Treceの商品名がEl Treceに。この変更により、チャンネルはグレーターブエノスアイレスのどこでも見ることができるため、「 あなたが家にいる」というスローガンは削除。 ただし、Informal Morningsなどの一部のプログラムは、ロゴが変更された後、その月末まで放送。
2009年3月24日から26日および5月5日の間、Artearの衛星信号（The Thirteen Satelliteを含む）は奇妙な干渉を受けた。 野党の立法者は、クリスティーナ・フェルナンデス・デ・キルヒナーの政府に異常を指摘したが、メキシコのテレビ局から干渉が生じたと判断。

### 2010年代
2010年と2011年に、チャンネル13はTelefeを破り、一般の平均視聴者の1位に。これは20年間発生していませんでした。彼は高い観客によって主に牽引され、2010年の最後の5ヶ月と2011年の最後の8ヶ月を獲得し非常に良好なパフォーマンスのTelenoche、毎日ストリップMalparida、ユニークと復讐の相続人、ユニットサントスとエルポテロを着飾るために、エンターテイメントは土曜ショー、ショーキッチンとA TodoまたはNadaを示しています。これの第4シーズンはショーです。2012年に駅は2位に戻り、今日までその位置にとどまりました。
この10年間の前半（2010-2014）の主なプログラムは、メロドラマ、マルパリダ、復Heの 相続人、 オンリー、あなたは私の男、オンリーユー、ファーマーズアンドビューティフル、ユニティリアンズ オブ セインツ、 ザポインターアンドタイムズ でした。 強迫 観念、エンターテインメントプログラム、ショー マッチニュース、これはショー、サタデーショー、マリアナの日記、すべてのジャーナリズム、すべてまたは何もない、8つのステップ、現実はダンスを夢見、歌を夢見、質問重さ このプログラミングにより、チャンネルは2012年、2013年、2014年の間2位のままです。
TinelliとShowmatchは、この十年の間、見出しにチャネルを維持しました。彼は2013年に欠席しました。これは、チャンネル13との契約が終了した後、土曜日をとることにしたときです。その年、彼は、キルヒナーがビジネスマンのクリストバル・ロペスを通じて率いる作戦の最中に、クラリン・グループを傷つけるためにテレフェに切り替えようとしていました。
34年後の2014年3月、ディーバ・ミルタ・ルグランは彼女の番組「 ミラ・ルグランとの昼食」 （日曜日の午後1時30分に放送）と「 ミルタの夜」 （土曜日に22:00）
2015年、チャンネル13はTelefeで1年を0.06分の1失いました。しかし、彼はショーマッチ、エスペランサ鉱山、そして ゴールデンタイムに 千夜一夜で高レベルの聴衆を獲得しまし た。また、彼は午後の間に良い結果を得ました、雑誌エル・ダイアリー・デ・マリアナとエステはショーです。
2016年1月31日正午に、標識のあるコンスティトゥシオンのArtearビルで火災が発生しました。 同じことがオフィスの完全な避難を余儀なくしたので、午後1時35分頃、チャンネル13とTNおよび会社の他のチャンネルは、ライブ放送された後でも空を去りました。 重傷はなく、火災の原因はユーティリティルームにあり、建物内の一部の研究室やオフィスに影響を与えていた可能性があります。 チャンネルは16:14に空に戻り、Mirtha Legrandと昼食をとるプログラムのMar del Plataからの送信がライブを中断しました。ただし、数分以内に信号が再び低下し、後でリセットされました。
TNに関しては、午後4時30分以降、建物の郊外からの緊急送信で信号が空中に戻ったほか、事件の現場で国家安全保障大臣パトリシアブルリッチが出したメッセージもありました。
2016年には、チャンネルはメロドラマなどの番組を放映しました。金持ちは許可を求めず、若妻、単一家族の沈黙、パサパラブラエンターテインメントプログラム、指輪として 、誰にとっても最高の選択とMDQ、 ロサンゼルスの雑誌朝、We in the Morningとマリアナの日記とジャーナリズムプログラムPeriodismo para todos （政権交代にもかかわらず帰国）。政府の変更のおかげで、チャンネルはサッカーの放送に参加しました（キルヒナー政府の間、キルヒナーとクラリングループの対立により、チャンネルはFPTマッチを放送できませんでした）。彼は1年を2位で終え、8.5の評価点、Telefeのわずか4分の1でした。

## ニュース放送

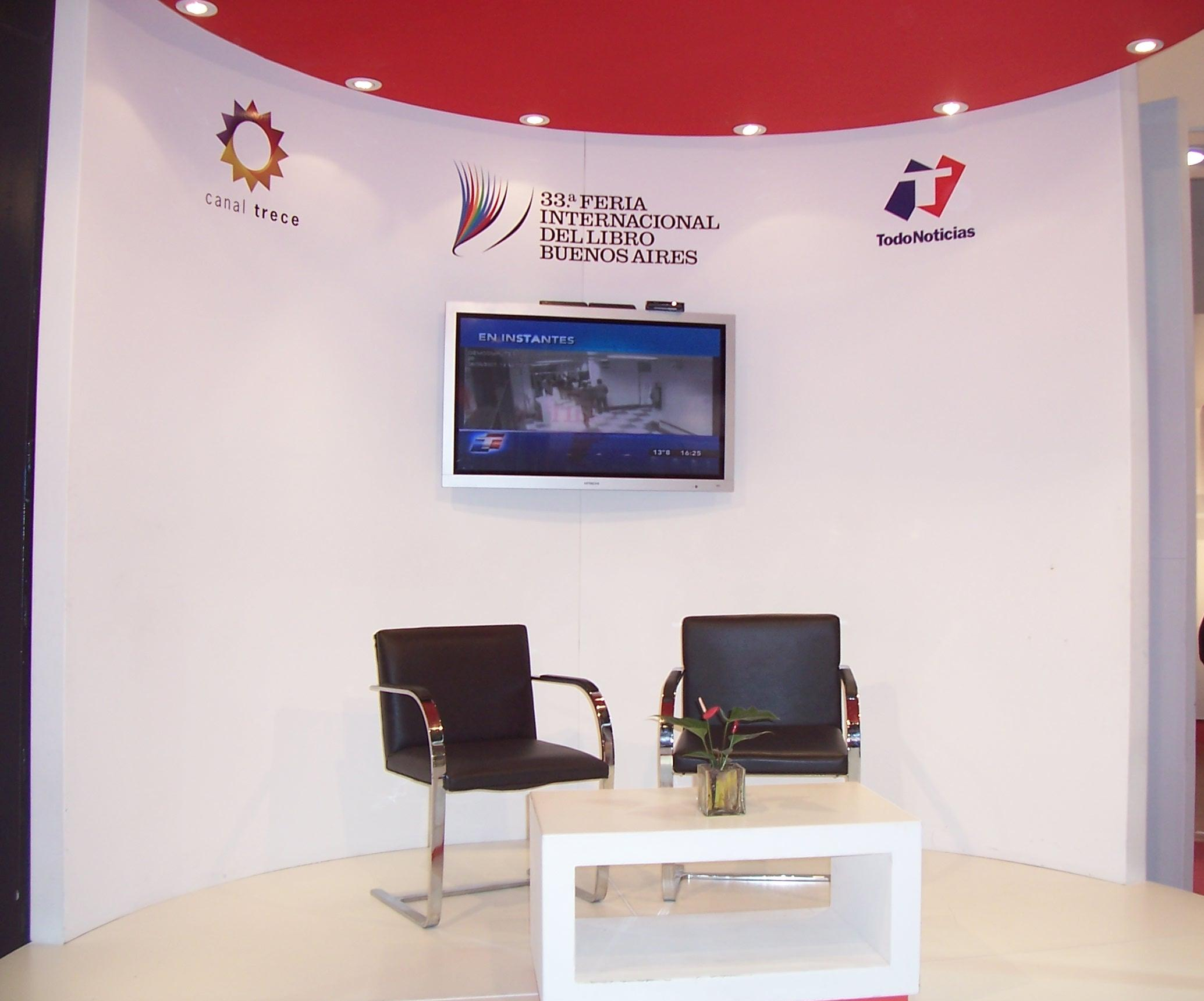
ブエノスアイレスのブックフェア会場でのチャンネル13とTodo Noticiasブース

### 現在の番組
- 『時』
- 『トップアルゼンチン』
- 『ノティトレセ』
- 『テレノチェ』
- 『合成』

### 過去の番組
- 『サントのニュース』
- 『正午の合成』
- 『1分ニュース』
- 『ニュースアドバンス』
- 『テレビ13』
- 『マガジン13』
- 『チャンネル13　情報』
- 『タイトル13』
- 『ミッドナイトオーロラグルンディッヒ』
- 『スペシャルエディション』
- 『オープンライティング』
- 『ガードライティング』
- 『明日のニュース』
- 『チャンネル13ニュース』
- 『最初の1時間』
- 『第7』
- 『ブエナス・ノチェス・アルヘンティーナ』（おやすみなさい、アルゼンチン）
- 『現実80-81-82-83-84-85-86-87-88-89』
- 『ピンキーとニュース』
- 『24時間のニュース』
- 『ニュース13』

ニュースは、同放送局にとって最も重要な番組である。1993年以来、これらのニュース番組は姉妹チャンネルであるTodo Noticiasと連携しており、1日の中のニュースや、政治や一般文化などの番組を放送している。

## 企業イメージ

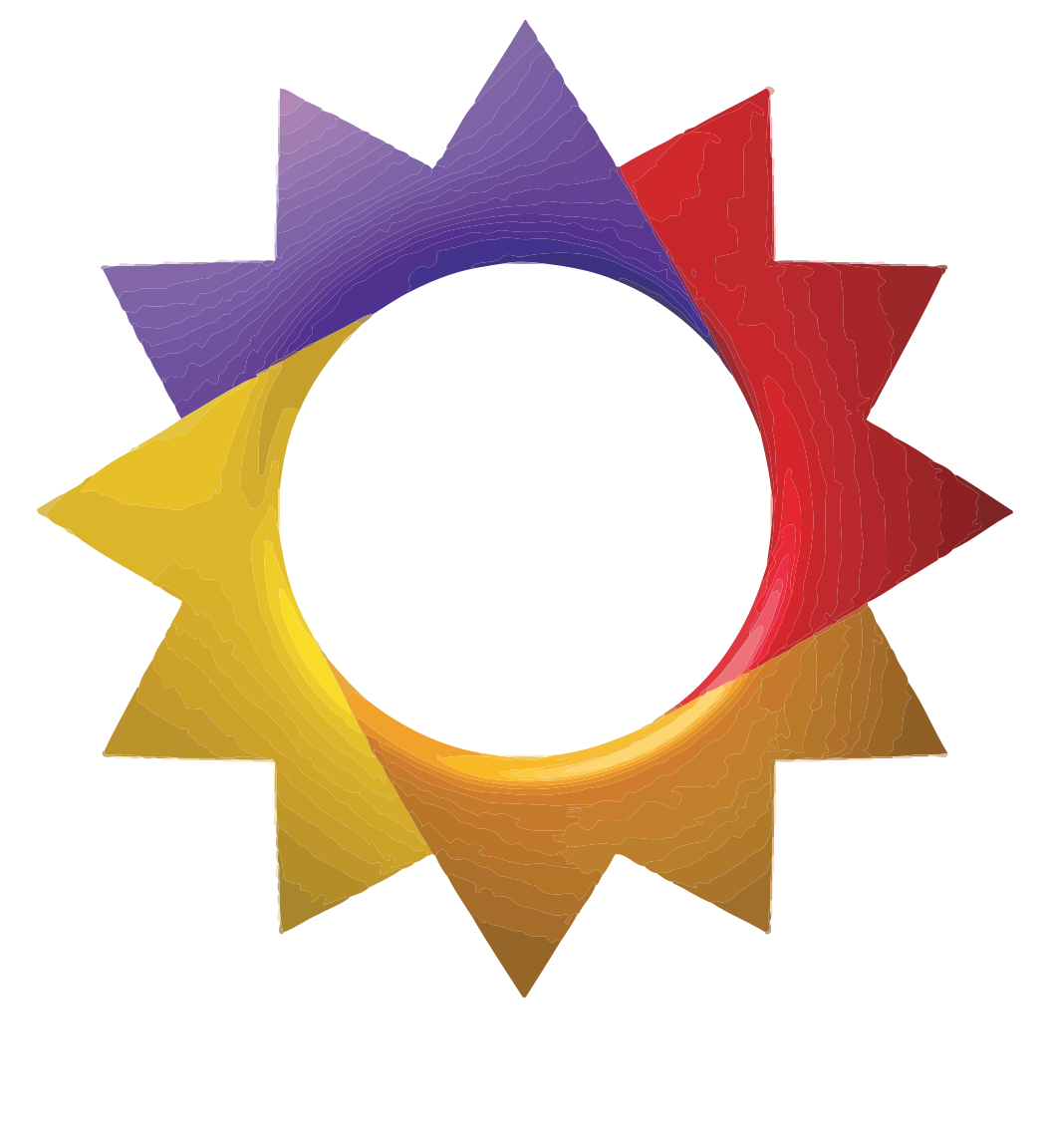
1994年から2008年まで使用されていたロゴ

現在のチャンネル13のロゴは1994年4月3日に使用開始されたものである。特徴的な太陽のデザインは順番に開いた円に絡みあう紫、赤、オレンジ、黄色の4つの色要素で構成されているこのロゴは、アメリカ合衆国のC＆Gパートナーにより制作された。
商業化に使用される商標は2008年までChannel 13またはチャンネルトレセであった。

## 映画放送
番組『エンターテイメントの世界』で週末に映画が放送される。

## 所有者
- ゴアメストレ（1960年-1974年）
- アルゼンチン政府（1974年-1990年）
- クラリングループ（1990年-現在）

## 放送局
- ダニエル・ルイス（1974-present）
- ルイス・フクサン（1980年-現在）
- セルジオ・キロス（1997-現在）
- セサル・ベニテス（2016-現在）
- エドゥアルド・アラベス（1974-2015）
- リカルド・ブラバンテ（1980-1989）
- オラシオ・ガジョソ （ 1964-1990 ）
- アレハンドロ・サルガド（1981-1990）
- リカルド・フラド （1989-1990）

## 企業スローガン
- 1960年-1963年： ラプラタ川テレビ
- 1963年-1965年： 自宅ではチャンネル13を
- 1965年-1969年： チャンネル13のスタイルで
- 1969年-1972年： 素晴らしいショーのチャンネル
- 1973年-1975年： 壮観で、より良いテレビのために！
- 1975年-1979年： 新しい善はチャンネル13にあり
- 1979年-1985年： 品質第一
- 1985年： 25周年
- 1986年-1987年： 彼のスタイルに忠実
- 1987年-1988年： チャンネルすべて
- 1988年-1989年： 真の品質
- 1989年-1990年： 最高のテレビ
- 1990年： あなたのために
- 1990年-1992年： 素晴らしい
- 1992年-1994年： 近くにいることはとても良いことだ
- 1994年-1996年： テレビはあなたの人生の一部
- 1996年-1999年： テレビ
- 1999年-2000年： 2000テレビ
- 2001年-2005年： あなたはエルトレセと家にいる
- 2006年-2008年： あなたは家にいる
- 2008年-2009年： 夢を見ることができれば叶う
- 2013年-2014年： 13が流行った！
- 2014年以降： 13にとりこになる

## HD信号
1998年9月25日午後7時45分にリリースされたチャンネル13は、アルゼンチンで高解像度のテストを実施した最初のチャンネルでした。 2000年から2009年の間、ATSC規格に基づいてVHFバンドのチャンネル12でテスト放送を継続して実施しました。しかし、2009年、アルゼンチン議会が視聴覚通信サービス法を可決し、技術評議会がDTTアルゼンチンの公式標準としてISDB-Tbデジタル標準を選択した後、チャネルはテスト送信を継続しましたが、現在ではUHFのチャネル33.1のADDの。1999年、このチェーンはスーパープロダクションのミレニアムデイの一部であり、HDで26時間放送されました。2004年、ポルカプロドクシオンと共に、彼はコードなしでHDで最初のアルゼンチンミニシリーズを作りました。さらに、彼はDesperate HousewivesとThe Night of 10 liveの最後のショーを放映しました。彼はまた、完全なStar Warsの物語やThe Promised GiftなどのHD映画を放映しました。ニュースは2006年以降HDで放送され、2009年現在、すべての番組は高解像度で制作されています。2010年5月26日から12月29日まで、彼はケーブルビジョンチャンネル619で聖人を装うユニットを HDで放送しました。2011年5月16日7:00に、彼はついにブエノスアイレスの首都圏向けにケーブルビシオンを介して信号を発しました。数年後、同時に2015年9月18日に、El Trece HD信号が衛星プロバイダーDirecTVによってチャンネル1124で正式に開始されました。2012年後半、リピーター（ 羊皮紙（ブエノスアイレス）、メルセデス、シビルコイを除く）の新しいHD信号により、オペレーターはこのHD信号を内部の都市から削除しました。

## 信号
4種類のプラットフォームを介してすべて同じ種類の信号を放出する。

## 技術
1969年、チャンネル13は最初の色透過テストを実施しました。これらの完全にプライベートな体験は、ソニーの会社の設備を備えた会社の技術者とエンジニアの貢献によって実現されました。使用されたシステムはNTSCであり、計算によると多くの利点がありました。1975年に彼はそれをPALに完全に変更しました。体験は、ステーションの施設と送信機を使用して、カラー画像の研究からの送信で構成されていました。午前2時に開催されました。信号は、チェーンのエンジニアの家にある受信機で受信されました。受信機は電話でスタジオと通信して調整を行いました。テストは広く満足のいくものでした。
チェーンがカラー伝送を実装するための機器の輸入を提案したとき、事実上の政府は、十分に分析された規制がないため、特定のシステムで公式に宣言されるまで、全国のカラー伝送を禁止しました。
1980年 5月1日 木曜日の午前0時にのみ、テレビはPAL-Nシステムでカラー番組を放送することが許可されます。アルゼンチンのフルカラー白黒テレビの「転送」を担当したのはリディア・サトラニョで、「ピンキー」は驚くほど完全に黒を着ていました。色で発せられた最初のものは、映画に録音されたアルゼンチンの旗であり、音楽の背景として旗への歌：オーロラ。その後、映画「マイフェアレディ」が上映されました。
設備：
- Betacam SP、Betamax SP、Betacam Digital、U-MATIC、AMPEX VPR形式などの編集室とマスタリング室
- 積分合成のための非線形デジタル版の島。使用したプログラム：Alias Maya、3D Studio Max、Avid Nitris HD、Premiere Pro、Jaleo、After Effects、Photoshop、Illustrator、Combustion。
- ビデオ グラフおよび3Dビデオ撮影用のVizrtジェネレーターをリアルタイムで装備したニュースキャストのコントロール。
- 録音室とオーディオ構成、フォリー、特殊効果。
- 研究の光ファイバー相互接続。
- データセンターを持つ最初のステーションでした。

（PRIMA-ClarínGlobalサーバーを使用して）インターネットに基づいて運用全体を開発し、管理を集中化して運用を分散することで、トランザクションコストを削減し、労働生産性を向上させます。

## Un sol para los chicos
1994年以来、このチェーンは、ユニセフと一緒に、企業と視聴者によるこの機関への寄付のみに特化したUn sol para losNiñosプログラムを実施しています。後者は、有名な人々やラッフルとの電話ゲームを通じて奨励されています。このプログラムにはトランスミッション全体でいくつかのドライバーがあり、チェーンの数字のほとんども参加しています。毎年、こどもの日、通常9時間続きます。プログラム中、資金調達の目的と同じ目的でコンサートが開催されます。

## 参照資料
1. 1 2  “El Trece ahora es eltrece”.   Televisión (2016年6月24日). 2016年6月24日閲覧。
2. 1 2 3   Druetta. Villa María: Eduvin. (2011). p. 106. ISBN 978-987-1727-44-5
3. ↑  Bulla, Gustavo. “La comunicación en tiempos de radicalización política: peronismo y televisión (1973/1976)”. Facultad de Ciencias Sociales. 2019年10月15日閲覧。
4. ↑  “Pantalla chica, olvido grande”. La Nación (1998年6月21日). 2015年12月29日閲覧。
5. ↑  “Publicidad de Hupumorpo”. 2017年4月2日閲覧。
6. ↑  Información sobre el proceso de privatización http://www.razonypalabra.org.mx/N/N74/VARIA74/45CalifanoV74.pdf
7. ↑  https://www.youtube.com/watch?v=JcfdSDQg9ps
8. ↑  Interferencias a las señales de Artear http://www.youtube.com/watch?v=fp0SaiZSnag
9. ↑  Interferencias a las señales de Artear http://www.youtube.com/watch?v=T69kM56Kxc0&feature=related
10. ↑  “Cristóbal López a punto de comprar Ideas del Sur y mudar a Tinelli a Telefe”. 3 de febrero de 2017閲覧。
11. ↑  “El trece ganó julio”.   Television.com.ar (1 de agosto de 2015). 1 de agosto de 2015閲覧。
12. ↑  “Incendio en Artear: evacuaron las instalaciones de El trece y TN, no hay heridos”.   eltrece (31 de enero de 2016). 31 de enero de 2016閲覧。
13. ↑  “Incendio en Canal 13 y TN: evacuaron al personal de los estudios”.   Infobae (31 de enero de 2016). 31 de enero de 2016閲覧。
14. ↑  “Incendio en Canal 13 y TN: evacuaron los estudios y se cortó la transmisión”.   Diario Clarín (31 de enero de 2016). 31 de enero de 2016閲覧。
15. ↑  “Incendio en el edificio de Canal 13 y TN”.   Diario La Nación (31 de enero de 2016). 31 de enero de 2016閲覧。
16. ↑  Logotipo de eltrece, por la C&G Partners https://web.archive.org/web/20130530000918/http://www.cgpartnersllc.com/projects-clients/artear-argentcanal-13/el-trece-brand-update/ - インターネットアーカイブ.com
17. ↑  Pruebas en HD Canal 13 https://web.archive.org/web/20010417232246/http://www.canal13.com.ar/tecnologia.asp